# Monumento a Ricardo Vázquez Prada
L'escultura urbana coneguda pel nom Ricardo Vázquez Prada, ubicada als jardins junt a l'estadi de futbol Carlos Tartiere, a la ciutat d'Oviedo, Principat d'Astúries, Espanya, és una de les més d'un centenar que adornen els carrers de l'esmentada ciutat espanyola.
El paisatge urbà d'aquesta ciutat, es veu adornat per obres escultòriques, generalment monuments commemoratius dedicats a personatges d'especial rellevància en un primer moment, i més purament artístiques des de finals del segle xx.
L'escultura, feta de metall, obra de Víctor Ochoa, i datada 1991, és un homenatge, fet pels seus amics de professió, després de la seua mort, a la figura del periodista asturià Ricardo Vázquez-Prada Blanco, qui té també un carrer amb el seu nom a la rodalia del nou estadi de futbol Carlos Tartiere. Es tracta d'un bust sobre una columna de pedra, que presenta el periodista amb posat afable, la mà esquerra desproporcionada respecte al bust i estesa com a símbol d'amistat.